# Vlatko Hercegović Kosača
Vlatko Hercegović Kosača († 1489 auf Rab) war ein bosnischer Herzog (herceg).

## Biographie
Nach dem Tod seines Vaters Stjepan Vukčić Kosača im Jahre 1466 erbte er seine Besitzungen und den Titel des hercegs. Ab 1469 nahm er als osmanischer Vasall an der Eroberung von Počitelj (1472) teil. Als Hercegović-Kosača ab 1480 versuchte, sich von der osmanischen Obrigkeit zu befreien, wurde er besiegt und zog sich nach Herceg Novi zurück. Die Osmanen besetzten 1483 diese Stadt und Vlatko zog auf das damals venezianische Rab, wo er 1489 starb.
Er war verheiratet mit einer Tochter von Veronika Deseniška.